# Dejan Markovic
Dejan Markovic (Zemun, 26 de maig de 1973) és un exfutbolista serbi, que jugava de davanter.

## Trajectòria
Va començar a destacar en el Partizan de Belgrad del seu país natal. L'estiu de 1992 marxa a la Segona Divisió espanyola, a les files de la UE Figueres. El club català va perdre la categoria i Markovic va fer 2 gols en 12 partits. Eixe potencial crida l'atenció del CD Logroñés, i el fitxa a l'estiu de 1993.
Al club riojà debuta en primera divisió jugant dues campanyes seguides a la màxima categoria. En la primera es queda a l'ombra d'Oleg Salenko i en la segona hi disputa 30 partits i marca 2 gols que no eviten que el seu equip siga el cuer. Després d'una temporada a Segona, el Logroñés torna a Primera la temporada 96/97. Markovic marca 3 gols en 32 partits, i el seu club baixa una altra vegada.
L'estiu de 1997 deixa Logronyo per Pamplona. Recala al CA Osasuna, que estava en la categoria d'argent. Amb els navarresos hi disputa tres temporades, en les quals hi juga força partits, molts d'ells sortint de suplent. Mentre, no aconsegueix grans fites golejadors. En total, a l'Estat espanyol juga 91 partits i marca 9 gols en primera divisió.
La temporada 00/01 marxa a la lliga d'Àustria, a l'Admira Wacker, on roman quatre anys, per jugar després a la Manfredonia italiana, en la qual hi recala la temporada 05/06. L'estiu de 2006 torna a canviar d'aires i arriba al FK Mladost Podgorica montenegrí, en el qual hi està la temporada 06/07.